# Ayyoub Bouaddi
Ayyoub Bouaddi (* 2. října 2007) je francouzský fotbalista, který hraje jako záložník za francouzský klub Lille.

## Klubová kariéra
Bouaddi začínal s fotbalem v Creilu, v roce 2021 se připojil k akademii Lille. Dne 21. srpna 2023 podepsal s klubem svou první profesionální smlouvu do června 2026.

### Lille
Dne 5. října 2023 Bouaddi debutoval v dresu Lille. Ve věku 16 let a 3 dnů se stal nejmladším hráčem, který kdy nastoupil v evropské klubové soutěži. Stal se také nejmladším hráčem, který nastoupil v oficiálním zápase za Lille, rekord dříve držel od roku 1978 Joël Henry. Dne 22. října se ve věku 16 let a 20 dnů stal nejmladším hráčem, co nastoupil v Ligue 1 od dob Joëla Frécheta v roce 1981.
O rok později, dne 2. října 2024, se Bouaddi stal jedním z nejmladších hráčů Lille, kteří nastoupili v základní sestavě v zápase Ligy mistrů UEFA. Nastoupil v den svých 17. narozenin v domácím zápase proti Realu Madrid v ligové fázi sezóny 2024/25, Lille vyhrálo 1:0.